# Rhoicinus gaujoni
Rhoicinus gaujoni là một loài nhện trong họ Trechaleidae.
Loài này thuộc chi Rhoicinus. Rhoicinus gaujoni được Eugène Simon miêu tả năm 1898.